# Macatuba
Macatuba est une municipalité brésilienne de l'État de São Paulo et la Microrégion de Jaú.